# Список наград и номинаций, полученных Питбулем
Армандо Перес (родился 15 января 1981 г.), более известный под сценическим псевдонимом Pitbull, победитель премии Latin Grammy, рэпер, автор песен и продюсер.

## American Music Awards
| Год  | Номинируемая работа | Категория                         | Результат |
| ---- | ------------------- | --------------------------------- | --------- |
| 2011 | Pitbull             | Любимый Поп/Рок Артист            | Номинация |
| 2011 | Pitbull             | Любимый Латиноамериканский Артист | Номинация |
| 2012 | Pitbull             | Любимый Поп/Рок Артист            | Номинация |
| 2012 | Pitbull             | Любимый Латиноамериканский Артист | Номинация |

## ALMA Awards
| Год  | Номинируемая работа | Категория                   | Результат |
| ---- | ------------------- | --------------------------- | --------- |
| 2009 | Pitbull             | Лучший в музыке в этом году | Номинация |
| 2011 | Pitbull             | Любимый Музыкальный Артист  | Победа    |
| 2012 | Pitbull             | Любимый Музыкальный Артист  | Победа    |

## ASCAP Awards
| Год  | Номинируемая работа                        | Категория                                 | Результат |
| ---- | ------------------------------------------ | ----------------------------------------- | --------- |
| 2011 | «I Like It» (совместно с Enrique Iglesias) | ASCAP Pop Award — Самая Исполняемая Песня | Победа    |

## Billboard Music Awards
| Год  | Номинируемая работа                              | Категория                               | Результат |
| ---- | ------------------------------------------------ | --------------------------------------- | --------- |
| 2011 | Pitbull                                          | Самый Главный Латиноамериканский Артист | Номинация |
| 2011 | «Bon, Bon»                                       | Самая Главная Латиноамериканская Песня  | Номинация |
| 2012 | Pitbull                                          | Самый Главный Латиноамериканский Артист | Номинация |
| 2012 | «Give Me Everything»                             | Самая Главная Радио Песня               | Победа    |
| 2012 | «Give Me Everything»                             | Самая Главная Рэп Песня                 | Номинация |
| 2012 | «Give Me Everything»                             | Песня, вошедшая в Hot 100               | Номинация |
| 2012 | «Bon Bon»                                        | Самая Главная Латиноамериканская Песня  | Номинация |
| 2013 | Pitbull                                          | Самый Главный Рэп Артист                | Номинация |
| 2013 | «Bailando Por El Mundo» (совместно с Juan Magan) | Самая Главная Латиноамериканская Песня  | Номинация |

## Billboard Latin Music Awards
| Год  | Номинируемая работа                              | Категория                                                   | Результат |
| ---- | ------------------------------------------------ | ----------------------------------------------------------- | --------- |
| 2009 | Pitbull                                          | Латиноамериканский Интернет Артист Года                     | Победа    |
| 2010 | Pitbull                                          | Латиноамериканский Артист Года в Rhythm Airplay, Соло       | Номинация |
| 2010 | «I Know You Want Me (Calle Ocho)»                | Латиноамериканская Песня Года в Rhythm Airplay              | Номинация |
| 2011 | Pitbull                                          | Social 50                                                   | Номинация |
| 2011 | Pitbull                                          | Латиноамериканская Ритмичная Звукозапись                    | Номинация |
| 2011 | Pitbull                                          | Латиноамериканский Ритмичный Альбом                         | Номинация |
| 2011 | «Bon, Bon»                                       | Латиноамериканская Цифровая Дистрибуция Года                | Номинация |
| 2011 | «Bon, Bon»                                       | Латиноамериканская Ритмичная Звукозапись                    | Номинация |
| 2011 | «Armando»                                        | Латиноамериканский Ритмичный Альбом                         | Номинация |
| 2011 | «I Like It» (совместно с Enrique Iglesias)       | Горячая Латиноамериканская Песня Года, Вокальный Номер      | Номинация |
| 2012 | Pitbull                                          | Певец Года                                                  | Победа    |
| 2012 | Pitbull                                          | Латиноамериканский Сольный Артист Года с Ритмичной Песней   | Номинация |
| 2012 | Pitbull                                          | Латиноамериканский Сольный Артист Года с Ритмичным Альбомом | Номинация |
| 2012 | Pitbull                                          | Латиноамериканский Сольный Поп Артист Года                  | Номинация |
| 2012 | «Give Me Everything»                             | Латиноамериканская Поп Песня Года                           | Номинация |
| 2012 | «Give Me Everything»                             | Песня Года                                                  | Номинация |
| 2012 | «Give Me Everything»                             | Вокальный номер Года                                        | Номинация |
| 2012 | «Give Me Everything»                             | Транслируемая Звукозапись Года                              | Номинация |
| 2012 | «Armando»                                        | Латиноамериканский Ритмичный Альбом Года                    | Номинация |
| 2012 | «Bon, Bon»                                       | Цифровая Песня Года                                         | Номинация |
| 2013 | Pitbull                                          | Певец Года                                                  | Номинация |
| 2013 | Pitbull                                          | Самый Узнаваемый Артист Года                                | Номинация |
| 2013 | Pitbull                                          | Светский Артист Года                                        | Номинация |
| 2013 | Pitbull                                          | Латиноамериканская Ритмичная Песня Года, Соло               | Номинация |
| 2013 | Pitbull                                          | Латиноамериканский Ритмичный Альбом Года, Соло              | Номинация |
| 2013 | «Bailando Por El Mundo» (совместно с Juan Magan) | Песня Года                                                  | Номинация |
| 2013 | «Bailando Por El Mundo» (совместно с Juan Magan) | Вокальный Номер Года                                        | Номинация |
| 2013 | «Bailando Por El Mundo» (совместно с Juan Magan) | Самая Транслируемая Песня Года                              | Номинация |
| 2013 | «Bailando Por El Mundo» (совместно с Juan Magan) | Латиноамериканская Ритмичная Песня Года                     | Номинация |

## BMI Awards
| Год  | Номинируемая работа                       | Категория                           | Результат |
| ---- | ----------------------------------------- | ----------------------------------- | --------- |
| 2012 | I Like It" (совместно с Enrique Iglesias) | Латиноамериканский Автор Песен Года | Победа    |
| 2012 | I Like It" (совместно с Enrique Iglesias) | BMI Latin Award — Песня-Победитель  | Победа    |

## International Dance Music Awards
| Год  | Номинируемая работа  | Категория                                   | Результат |
| ---- | -------------------- | ------------------------------------------- | --------- |
| 2011 | «Bon, Bon»           | Лучший Латиноамериканский/Реггетон Трек     | Номинация |
| 2012 | «International Love» | Лучший Латиноамериканский Танцевальный Трек | Победа    |

## Latin Grammy Awards
| Год  | Номинируемая работа                  | Категория                                 | Результат |
| ---- | ------------------------------------ | ----------------------------------------- | --------- |
| 2011 | «Armando»                            | Лучший Урбанистический Музыкальный Альбом | Номинация |
| 2011 | «Bon Bon»                            | Лучшая Урбанистическая Песня              | Номинация |
| 2012 | «Crazy People» (совместно с Sensato) | Лучшая Урбанистическая Песня Года         | Номинация |
| 2013 | Echa Pa’lla (Manos Pa’rriba)         | Лучшее Урбанистическое Выступление        | Победа    |
| 2013 | Echa Pa’lla (Manos Pa’rriba)         | Лучшая Урбанистическая Песня              | Номинация |

## Los Premios MTV
| Год  | Номинируемая работа | Категория                | Результат |
| ---- | ------------------- | ------------------------ | --------- |
| 2009 | Pitbull             | Лучший Артист на MTV Tr3 | Номинация |

## MP3 Music Awards
| Год  | Номинируемая работа               | Категория                       | Результат |
| ---- | --------------------------------- | ------------------------------- | --------- |
| 2009 | «I Know You Want Me (Calle Ocho)» | Лучшая Латиноамериканская Песня | Победа    |

## MTV Video Music Awards
| Год  | Номинируемая работа | Категория                        | Результат |
| ---- | ------------------- | -------------------------------- | --------- |
| 2010 | Pitbull             | Лучший Латиноамериканский Артист | Номинация |
| 2011 | Give Me Everything  | Лучшее Сотрудничество            | Номинация |
| 2011 | Give Me Everything  | Лучшее поп-видео                 | Номинация |
| 2012 | Pitbull             | Лучший Латиноамериканский Артист | Номинация |
| 2013 | Pitbull             | Лучший Латиноамериканский Артист | Номинация |
| 2013 | Feel This Moment    | Лучшее Сотрудничество            | Номинация |

## MTV Europe Music Awards
| Год  | Номинируемая работа                         | Категория      | Результат |
| ---- | ------------------------------------------- | -------------- | --------- |
| 2011 | Pitbull                                     | Лучший Хип-хоп | Номинация |
| 2011 | «On The Floor» (совместно с Jennifer Lopez) | Лучшая Песня   | Номинация |
| 2012 | Pitbull                                     | Лучший Мужчина | Номинация |
| 2012 | International Love                          | Лучшая Песня   | Номинация |

## MTV Video Music Awards Japan
| Год  | Номинируемая работа | Категория              | Результат |
| ---- | ------------------- | ---------------------- | --------- |
| 2013 | Back in Time        | Лучшее Видео из Фильма | Номинация |

## MuchMusic Video Awards
| Год  | Номинируемая работа                             | Категория                   | Результат |
| ---- | ----------------------------------------------- | --------------------------- | --------- |
| 2011 | «On The Floor» (совместно с Jennifer Lopez)     | Международное Видео Года    | Номинация |
| 2011 | «DJ Got Us Fallin’ in Love» (совместно с Usher) | Самое Просматриваемое Видео | Номинация |
| 2012 | Give Me Everything                              | Международное Видео Года    | Номинация |

## NRJ Music Awards
| Год  | Номинируемая работа             | Категория                 | Результат |
| ---- | ------------------------------- | ------------------------- | --------- |
| 2010 | I Know You Want Me (Calle Ocho) | Международная Песня Года  | Номинация |
| 2012 | Pitbull                         | Международный Артист Года | Номинация |
| 2013 | Pitbull                         | Международный Артист Года | Номинация |

## People’s Choice Awards
| Год  | Номинируемая работа | Категория              | Результат |
| ---- | ------------------- | ---------------------- | --------- |
| 2012 | Pitbull             | Любимый Хип-хоп Артист | Номинация |
| 2013 | Pitbull             | Любимый Хип-хоп Артист | Номинация |

## PopCrush Music Awards
| Год  | Номинируемая работа  | Категория         | Результат |
| ---- | -------------------- | ----------------- | --------- |
| 2011 | «Give Me Everything» | Лучшая Песня Года | Номинация |

## Premio Lo Nuestro
| Год  | Номинируемая работа                              | Категория                                   | Результат |
| ---- | ------------------------------------------------ | ------------------------------------------- | --------- |
| 2011 | Pitbull                                          | Урбанистический и Общеизвестный Артист Года | Победа    |
| 2012 | Pitbull                                          | Любимый Хип-хоп Артист                      | Победа    |
| 2012 | Armando                                          | Лучший Альбом Года                          | Победа    |
| 2013 | «Bailando Por El Mundo» (совместно с Juan Magan) | Урбанистическая Песня Года                  | Номинация |
| 2013 | «Bailando Por El Mundo» (совместно с Juan Magan) | Сотрудничество Года                         | Номинация |

## Premios Juventud
| Год  | Номинируемая работа                        | Категория                     | Результат |
| ---- | ------------------------------------------ | ----------------------------- | --------- |
| 2009 | «Ay Chico (Lengua Afuera)»                 | Мой любимый рингтон           | Номинация |
| 2010 | Pitbull                                    | Лучший Наряд                  | Победа    |
| 2011 | Pitbull                                    | Лучший Урбанистический Артист | Победа    |
| 2011 | Pitbull                                    | Лучший Танец                  | Номинация |
| 2011 | I Like It" (совместно с Enrique Iglesias)  | Самое Искусное Сотрудничество | Номинация |
| 2011 | On the Floor" (совместно с Jennifer Lopez) | Самое Искусное Сотрудничество | Номинация |
| 2011 | «Bon Bon»                                  | Лучшая Песня                  | Победа    |
| 2011 | «Bon Bon»                                  | Лучший Рингтон                | Победа    |
| 2012 | Pitbull                                    | Лучший Урбанистический Артист | Победа    |
| 2012 | Pitbull                                    | Голос Современности           | Номинация |
| 2012 | Pitbull                                    | Лучший Танец                  | Номинация |
| 2012 | Euphoria (вместе Enrique Iglesias)         | Мой Любимый Концерт           | Победа    |
| 2012 | Planet Pit                                 | Все, к чему я прикасаюсь      | Номинация |
| 2012 | «International Love»                       | Самое Искусное Сотрудничество | Номинация |
| 2012 | «International Love»                       | Лучший Рингтон                | Номинация |
| 2013 | Pitbull                                    | Лучший Урбанистический Артист | Победа    |
| 2013 | Pitbull                                    | Голос Современности           | Номинация |
| 2013 | Pitbull                                    | Лучший Танец                  | Номинация |
| 2013 | Planet Pit World Tour                      | Мой Любимый Концерт           | Номинация |
| 2013 | Feel This Moment                           | Любимый Хит                   | Номинация |

## Los Premios 40 Principales
| Год  | Номинируемая работа                              | Категория                                              | Результат |
| ---- | ------------------------------------------------ | ------------------------------------------------------ | --------- |
| 2010 | Pitbull                                          | Лучший Латиноамериканский Артист                       | Номинация |
| 2011 | Pitbull                                          | Лучший Международный Артист                            | Победа    |
| 2011 | «Give Me Everything»                             | Лучшая Международная Песня                             | Номинация |
| 2011 | On the Floor" (совместно с Jennifer Lopez)       | Лучшая Международная Песня                             | Номинация |
| 2011 | «Bailando Por El Mundo» (совместно с Juan Magan) | Лучшее Танцевальное Выступление                        | Номинация |
| 2011 | «Bailando Por El Mundo» (совместно с Juan Magan) | Лучшая Песня                                           | Номинация |
| 2012 | Pitbull                                          | Самый Влиятельный Латиноамериканский Артист и Продюсер | Победа    |
| 2012 | Pitbull                                          | Самый Лучший Латиноамериканский Артист                 | Номинация |
| 2012 | Pitbull                                          | Самый Лучший Испаноязычный Международный Артист        | Номинация |

## Premios 40 Principales America
| Год  | Номинируемая работа | Категория                           | Результат |
| ---- | ------------------- | ----------------------------------- | --------- |
| 2012 | Pitbull             | Самый Лучший Урбанистический Артист | Победа    |

## Premios Tu Mundo
| Год  | Номинируемая работа                             | Категория                               | Результат |
| ---- | ----------------------------------------------- | --------------------------------------- | --------- |
| 2012 | International Love                              | Самая Тусовочная Песня                  | Номинация |
| 2012 | Bailando Por El Mundo" (совместно с Juan Magan) | Самая Тусовочная Песня                  | Номинация |
| 2013 | Sin Ti" (совместно с Dyland y Lenny)            | Самое Лучшее Представленное Видео       | Номинация |
| 2013 | Pitbull                                         | I’m Sexy & I Know It                    | Номинация |
| 2013 | Pitbull (Epic)                                  | Film Presents:Latino Pride In Hollywood | Номинация |

## Teen Choice Awards
| Год  | Номинируемая работа                     | Категория                          | Результат |
| ---- | --------------------------------------- | ---------------------------------- | --------- |
| 2008 | «The Anthem»                            | Рэп/Хип-хоп Трек                   | Номинация |
| 2009 | Pitbull                                 | Рэп Артист                         | Номинация |
| 2009 | Like It" (совместно с Enrique Iglesias) | Лучший Союз                        | Номинация |
| 2010 | Pitbull                                 | Рэп Артист                         | Номинация |
| 2010 | I Know You Want Me (Calle Ocho)"        | Рэп/Хип-Хоп Трек                   | Номинация |
| 2011 | Pitbull                                 | R&B/Хип-Хоп Артист                 | Номинация |
| 2011 | Pitbull                                 | Летняя Музыкальная Звезда: Мужчина | Номинация |
| 2011 | Give Me Everything                      | Сингл                              | Номинация |
| 2012 | Pitbull                                 | Артист                             | Номинация |
| 2012 | Pitbull                                 | R&B/Хип-Хоп Артист                 | Номинация |
| 2012 | Pitbull                                 | Летняя Музыкальная Звезда: Мужчина | Номинация |
| 2013 | Pitbull                                 | Артист                             | Номинация |
| 2013 | Pitbull                                 | Хип-Хоп/Рэп Артист                 | Номинация |
| 2013 | Pitbull                                 | Музыкальный Звезда-Мужчина         | Номинация |
| 2013 | Feel This Moment                        | Выбор Сингла: Артист               | Номинация |

## World Music Awards
| Год  | Номинируемая работа                        | Категория                  | Результат |
| ---- | ------------------------------------------ | -------------------------- | --------- |
| 2013 | Pitbull                                    | Лучший Мировой Артист      | Ожидается |
| 2013 | Pitbull                                    | Лучшее Мировое Выступление | Ожидается |
| 2013 | Pitbull                                    | Лучший Мировой Певец Года  | Ожидается |
| 2013 | Feel This Moment                           | Лучшая Мировая Песня       | Ожидается |
| 2013 | Feel This Moment                           | Лучшее Мировое Видео       | Ожидается |
| 2013 | Rain Over Me                               | Лучшее Мировое Видео       | Ожидается |
| 2013 | On the Floor" (совместно с Jennifer Lopez) | Лучшее Мировое Видео       | Ожидается |
| 2013 | Don’t Stop the Party                       | Лучшая Мировая Песня       | Ожидается |
| 2013 | Global Warming                             | Лучший Мировой Артист      | Ожидается |